# Hovea

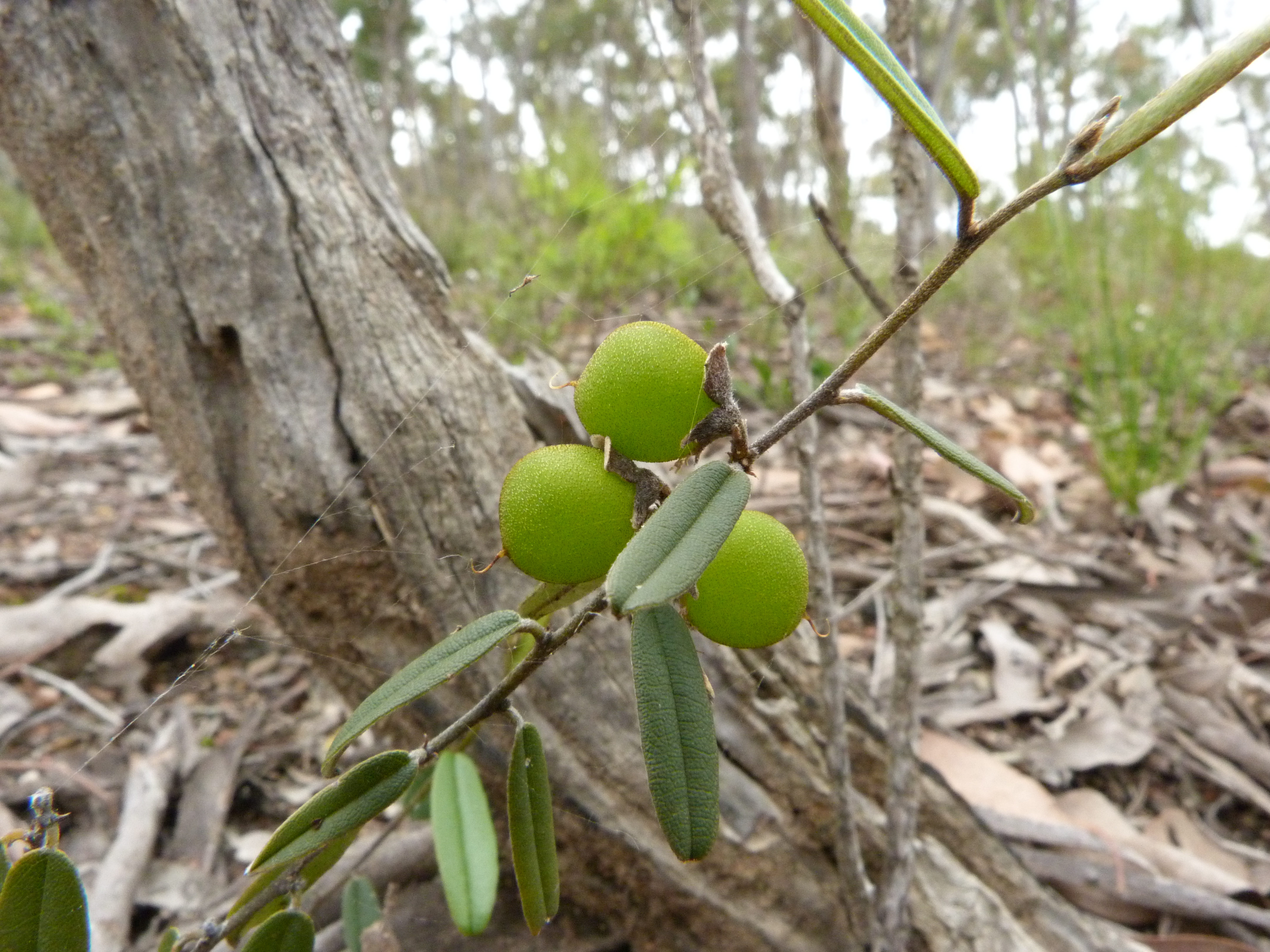
Plody Hovea heterophylla

Hovea (Hovea) je rod rostlin z čeledi bobovité. Jsou to dřeviny s tuhými, jednoduchými a někdy i ostnitými listy a modrými až fialovými květy. Jsou rozšířeny v počtu od 12 do 38 druhů výhradně v Austrálii a na Tasmánii.

## Popis
Hovey jsou vzpřímené stálezelené polokeře, keře a nevysoké stromy. Listy jsou střídavé nebo dvouřadě uspořádané, jednoduché, kožovité, celokrajné, u některých druhů na okraji ostnitě zubaté (např. H. chorizemifolia), řapíkaté nebo přisedlé. Na líci jsou lysé, na rubu plstnaté. Palisty jsou drobné a štětinovité nebo chybějí. Květy jsou modré nebo fialové, oboupohlavné, nejčastěji v úžlabních svazečcích, řidčeji jednotlivé nebo v krátkých hroznech. Kalich je dvoupyský, horní pysk je srostlý ze 2 kališních lístků, na vrcholu uťatý nebo se zářezem, spodní pysk je tvořen 3 úzce kopinatými, drobnějšími lístky. Pavéza je okrouhlá, na vrcholu vykrojená, křídla jsou krátká, člunek je mnohem kratší než pavéza a kratší než člunek. Tyčinek je 10 a jsou jednobratré. Semeník je přisedlý nebo stopkatý, obvykle se 2 vajíčky a s tlustou zahnutou čnělkou nesoucí vrcholovou bliznu. Plody jsou vejcovité, nadmuté, na povrchu hladké nebo plstnaté, pukající 2 chlopněmi. Obsahují 2 ledvinovitá semena s límečkovitým míškem.

## Rozšíření
Rod hovea je endemický rod Austrálie (včetně Tasmánie). Je rozšířen zejména v polopouštních až středně vlhkých oblastech. Nejvíce druhů se vyskytuje ve východní a jihozápadní Austrálii.
Údaje o počtu druhů se velmi liší. V různých zdrojích je uváděno 12, 20 nebo až 38 druhů.

## Obsahové látky a jedovatost
Některé druhy rodu hovea jsou jedovaté pro dobytek. U druhů H. longifolia a H. acutifolia byl zjištěn obsah sparteinu v množství až 1,4% sušiny.

## Význam
Nápadně modré květy a hojnost kvetení činí z některých druhů zajímavé okrasné rostliny.